# Howard Garns
Howard Garns (* 2. März 1905 in Connersville, Indiana/USA; † 6. Oktober 1989 in Indianapolis) ist der Erfinder des Zahlenrätsels Numberplace, das heute unter dem Namen Sudoku bekannt ist.

## Leben
In seiner Jugend zog Garns von Connersville nach Indianapolis, wo er die Indianapolis Technical High School besuchte. Ab 1922 studierte er an der University of Illinois und schloss sein Studium 1926 mit einem Bachelor of Science in architectural engineering ab.
Anschließend war Garns im Architektenbüro seines Vaters W. H. Garns angestellt, bevor er im Zweiten Weltkrieg Hauptmann im United States Army Corps of Engineers wurde.
Nach dem Krieg arbeitete er für das Architekturbüro Daggett.
Am 6. Oktober 1989 erlag Garns einem Krebsleiden. Er wurde am 10. Oktober im Crown Hill Friedhof in Indianapolis beerdigt.

## Leistungen
In der Maiausgabe 1979 des Rätselmagazines Dell Pencil Puzzles and Word Games erschien ein neues Zahlenrätsel mit dem Namen Number Place. Da aber die Verfasserzeile bei dem Rätsel nicht mit abgedruckt worden war, war unklar, von wem das Rätsel stammte. Will Shortz, ein Rätselerfinder, fand heraus, dass Garns Name in allen Ausgaben des Rätselheftes, die ein Number-Place-Rätsel enthielten, als Mitarbeiter abgedruckt worden war und in allen anderen fehlte.
George Wiley und Robert Hindmann, zwei Zeichner des Architekturbüros, erinnerten sich daran, dass Garns an einem „Kreuzworträtsel mit Zahlen“ gearbeitet, es aber geheim gehalten hatte.
Garns erlebte noch, dass Number Place unter dem Namen Su Doku in Japan populär wurde. Er starb aber, bevor es international berühmt wurde.